# 1964年インスブルックオリンピックのソビエト連邦選手団
1964年インスブルックオリンピックのソビエト連邦選手団（1964ねんインスブルックオリンピックのソビエトれんぽうせんしゅだん）は、1964年1月29日から2月9日まで、オーストリア・チロル州のインスブルックで開催された1964年インスブルックオリンピックのソビエト連邦選手団、およびその競技結果。

## 概要
今大会では金メダル11個、銀メダル8個、銅メダル6個の計25個のメダルを獲得し、国別順位で1位となった。
フィギュアスケートペアでは、リュドミラ・ベルソワとオレグ・プロトポポフの組がソビエト連邦選手としてオリンピックのフィギュアスケート競技初のメダルとなる金メダルを獲得した。
アイスホッケーでは、1956年コルチナ・ダンペッツオオリンピック以来2大会ぶりの金メダルを獲得した。
クロスカントリースキーでは、クラウディヤ・ボヤルスキフが女子の5km、10km、3×5kmリレーの全3種目で金メダルを獲得し、スピードスケートではリディア・スコブリコーワが500、1000m、1500m、3000mの全4種目で金メダルを獲得した。

## メダル
| メダル | 選手名 | 競技                   | 種目             |
| ------ | --- | ---------------------- | ---------------- |
| 金     | ヴラジーミル・メラニン | バイアスロン           | 男子20km         |
| 金     | クラウディヤ・ボヤルスキフ | クロスカントリースキー | 女子5km          |
| 金     | クラウディヤ・ボヤルスキフ | クロスカントリースキー | 女子10km         |
| 金     | アレフティナ・コルチナ エフドキア・メクシロ クラウディヤ・ボヤルスキフ | クロスカントリースキー | 女子3×5kmリレー  |
| 金     | リュドミラ・ベルソワ オレグ・プロトポポフ | フィギュアスケート     | ペア             |
| 金     | ヴェニアミン・アレクサンドロフ アレクサンドル・アルメトフ ビタリー・ダビドフ アナトリ・フィルソフ エドワード・イワノフ ビクトル・コノバレンコ ビクトル・コースキン コンスタンティン・ロクテフ ボリス・マヨロフ エフゲニー・マヨロフ スタニスラフ・ペツホフ アレクサンドル・ラグリン ヴャチェスラフ・スタルシノフ レオニード・ボルコフ ビクトル・ヤクシェフ ボリス・ザイツェフ | アイスホッケー         | 男子             |
| 金     | アンツ・アントソン | スピードスケート       | 男子1500m        |
| 金     | リディア・スコブリコーワ | スピードスケート       | 女子500m         |
| 金     | リディア・スコブリコーワ | スピードスケート       | 女子1000m        |
| 金     | リディア・スコブリコーワ | スピードスケート       | 女子1500m        |
| 金     | リディア・スコブリコーワ | スピードスケート       | 女子3000m        |
| 銀     | アレクサンドル・プリヴァロフ | バイアスロン           | 男子20km         |
| 銀     | エフドキア・メクシロ | クロスカントリースキー | 女子10km         |
| 銀     | ニコライ・キセリョフ | ノルディック複合       | 男子個人         |
| 銀     | ウラジーミル･オルロフ | スピードスケート       | 男子500m         |
| 銀     | エフゲニー・グリシン | スピードスケート       | 男子500m         |
| 銀     | イリーナ・エゴロワ | スピードスケート       | 女子500m         |
| 銀     | イリーナ・エゴロワ | スピードスケート       | 女子1000m        |
| 銀     | ワレンティナ・ステニナ | スピードスケート       | 女子3000m        |
| 銅     | イーゴリ・ヴォロンチキーン | クロスカントリースキー | 男子30km         |
| 銅     | イワン・ウトロビン ゲンナディ・ヴァガノフ イーゴリ・ヴォロンチキーン パヴェル・コルチン | クロスカントリースキー | 男子4×10kmリレー |
| 銅     | アレフティナ・コルチナ | クロスカントリースキー | 女子5km          |
| 銅     | マリア・グサコワ | クロスカントリースキー | 女子10km         |
| 銅     | タチアナ・シドロワ | スピードスケート       | 女子500m         |
| 銅     | ベルタ・コロコルツェワ | スピードスケート       | 女子1500m        |